# 国際子午線会議
国際子午線会議（こくさいしごせんかいぎ、英: International Meridian Conference）は、国際的に使用するための本初子午線を決定するために、1884年10月にアメリカ合衆国のワシントンD.C.で開かれた会議。万国子午線会議、本初子午線並計時法万国公会ともいう。この会議はアメリカのチェスター・A・アーサー大統領の要請で開催された。その議題は「万国共通の経度零度並びに時刻計算の基準として用いられるべき子午線」の選定であった。会議の結果、グリニッジ子午線が国際的な経度0度の基準に選出された。

## 背景
1870年代までに、広く世界中で航海目的に用いる本初子午線を確立すること、及び鉄道時刻表に用いる地方時を統一すること、という二方面からの圧力があった。1871年にアントウェルペンで開かれた第一回国際地理学会議では、（小縮尺の）水路図用にグリニッジ子午線を使用することに賛成する動議が可決され、15年以内にそれが義務化されることを示唆していた。

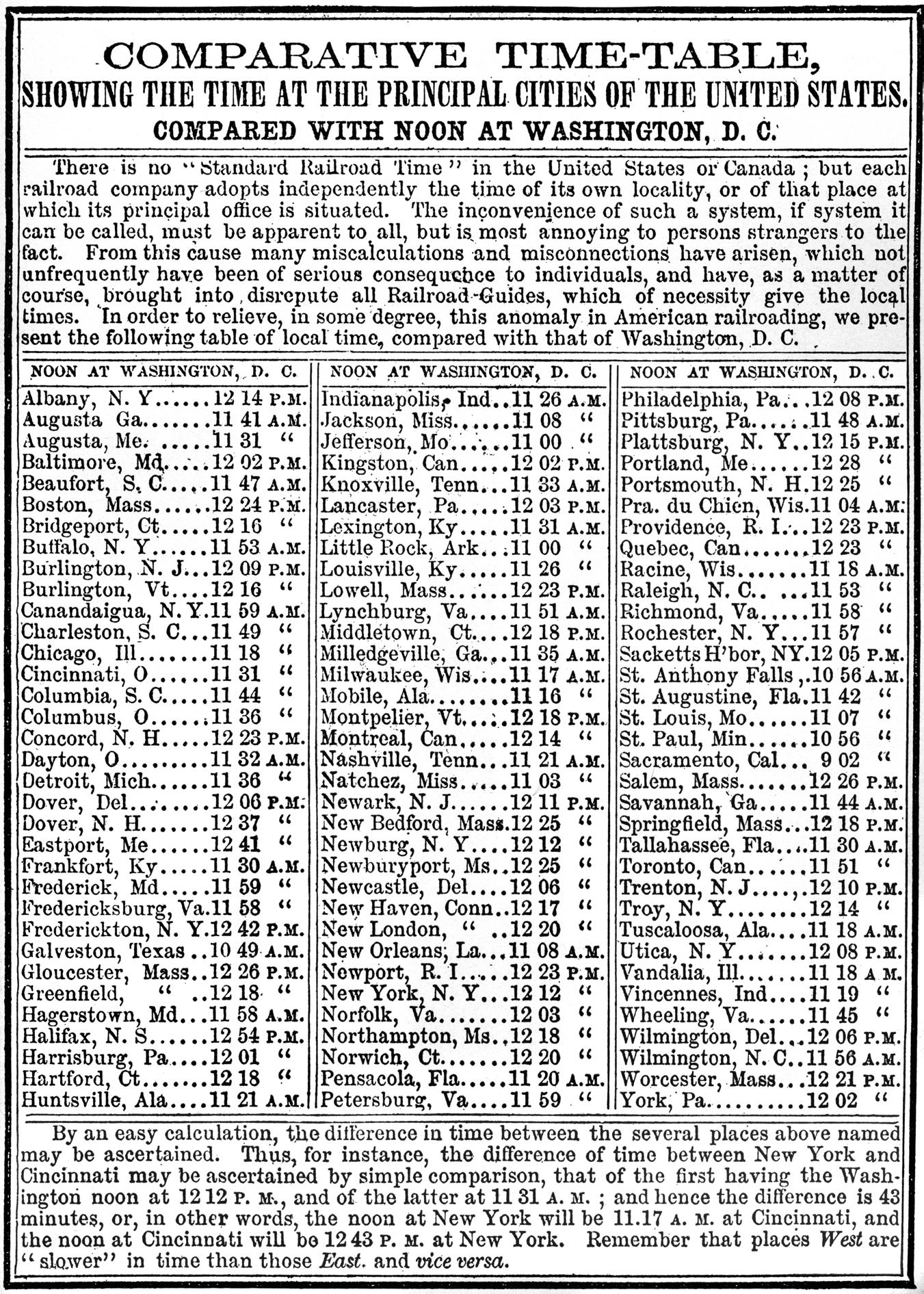
アメリカ合衆国内の主要な町の地方時

イギリスでは、1840年には既にグレート・ウェスタン鉄道で標準化された鉄道時間が扱われていたほか、1847年には鉄道運賃交換所 (Railway Clearing Union) が「英国郵政省 (General Post Office) の許可が下り次第、全ての駅でグリニッジ標準時 (GMT) が採用される」ことを宣言した。英国郵政省はこの頃には、時計を合わせるために、グリニッジからイギリスのほとんどの地方へ、電信で報時信号を送信していた。1848年1月までに、『ブラッドショーの鉄道案内』は統一された時刻を掲載し、（GMTが初めて正式に全国で確立されたのは1890年のことであるとする）法律に関する論争はあったものの、一般の称賛を浴びた。
一方、アメリカでは、問題はイギリスよりもはるかに深刻で、一つの時刻表に100を超える地方平均時に基づく時刻が掲載され、その時間には3時間以上の差がある始末であった。1870年にチャールズ・ダウドは "A System of national time and its application" と題した小冊子を出版して、全国をワシントン子午線に基づく3つの時間帯に分けることを主張し、翌々年の1872年にはグリニッジ子午線に基づいてそれを4つの時間帯に修正した。
世界中で一貫した時刻の取り扱いについての最初の提案は、当時カナダ太平洋鉄道の技師長を務めていたサンドフォード・フレミングが1876年に Canadian Institute に提出した、"Terrestrial Time" （直訳すると「地球時」）と題された学術論文である。この論文では、24時間制の世界時を表す時計に、一つ付け足した文字盤で地方時を示しつつ、それを丸めた最も近い時 (hour) を指すような時計について考察された。フレミングは、地方平均時の補正の多くが、放棄されかかっていた太陽時のそれらよりも大きいことを指摘した。1878年から1879年の時期に、フレミングはグリニッジ子午線を使用して修正を施した提案を出した。このフレミングの2本の論文は非常に重要なものであると考えられ、1879年6月にイギリス政府がその複写を18か国の諸外国とイングランドの様々な学術団体に転送したほどであった。それと同時期にアメリカ計量学会は、本質的に同じ案を提案していたアメリカ気象局のクリーブランド・アビー局長による、標準時に関する報告書 "Report on Standard Time" を出した。
これらの諸提案は、共に様々な都市に地方時を支持する通信社を設立していた、アメリカ海軍天文台台長のジョン・ロジャースとイギリス王室天文官でグリニッジ天文台台長のジョージ・ビドル・エアリーの両者に反対されるなど、学界で広く賛意を得ることはなかった。また、海軍天文台は、大西洋横断電信ケーブル経由で受信し、ボストンの信号球の時刻を合わせるために使用された、グリニッジ報時信号をハーバードから送信する計画を失敗させようとしていた。
国際子午線会議の起源は、1881年にヴェネツィアで開かれた第三回国際地理学会議にあり、そこでは普遍的な本初子午線の確立と時刻の統一基準が議題に上った。1883年10月にローマで第七回国際測地学会議が開かれた際、徹底的な検討により技術的詳細の大部分が得られたが、外交上の取り決めについては後の会議の課題として残された。アメリカでは1882年8月3日に、世界中の時刻と経度の基準とする共通の本初子午線を決めるための国際会議を招集する権限を大統領に与える法案が議会を通過した。
1883年10月11日にシカゴで鉄道事業者の幹部らが集まる会議が開かれ、グリニッジ平均時を基準として使用する5つの時間帯を北アメリカで実施することが同意された。ワシントンでの会議への招待状が12月1日に発送される前に、アビー、フレミング、及びアメリカの鉄道の総合時刻会議の幹事で、Travellers' Official Guide to the Railways の編集長であったウィリアム・フレデリック・アレンの共同努力によって、1883年11月18日の正午に全国で導入されることになる、標準的な鉄道時間に移行する合意がアメリカの鉄道会社にもたらされた。これが法的に確立されたのは1918年になってからのことではあるが、ワシントンでの会議の前にこうした既成事実感は強かった。他方、地方時の設定は会議の権限の範囲外であった。

## 参加国
26か国から41名の代表者らが会議に参加した。
| - アメリカ合衆国 - イギリス - 英領インド - カナダ自治領 - イタリア - エルサルバドル - オーストリア＝ハンガリー | - オスマン帝国 - オランダ - グアテマラ - コスタリカ - コロンビア - スイス - スウェーデン＝ノルウェー | - スペイン - チリ - デンマーク（欠席） - ドイツ帝国 - ドミニカ共和国 - 日本 - パラグアイ | - ハワイ - ブラジル帝国 - フランス - ベネズエラ - メキシコ - リベリア - ロシア |

## 決議
1884年10月22日、会議で次の決議が採択された（投票は10月13日に実施）。
1. 当大会の所見では、現在存在している多種多様な本初子午線に代わり、万国のために唯一の本初子午線を採用することが望ましいとの見解である。（この決議は満場一致で採択された。）
2. 当会議がここにお集まりの代表者の皆様の政府に提案することは、経度の本初子午線として、グリニッジ天文台の子午儀の中心を通過する子午線の採用を表するものである。（賛成 22; 反対 1; 棄権 2）
3. この子午線から経度は二方向に180度まで計数され、東経は正、西経は負とする。（賛成 14; 反対 5; 棄権 6）
4. 当会議は、便利の為になるべき全ての目的のために世界日 (universal day) の採用を提案するが、望ましい場合には、地方時または標準時の使用を妨げないものとする。（賛成 23; 棄権 2）
5. この世界日は平均太陽日であり、全世界が本初子午線の正子の瞬間に始まるものとする。これは暦日の起点及びこの子午線の日付と一致するもので、0時から24時まで計数される。（賛成 14; 反対 3; 棄権 7）
6. 当会議は、実行できる限り速やかに、何処でも天文日及び航海日が正子に始まるように整理されるよう希望することを表明する。
7. 当会議は、十進法を角度間隔の分割と時間の分割にまで適用することを規整、及び拡張するために計画された技術的研究が再開されることで、この適用の拡張が実際の利益を与える全ての場合に対して、これが認められるよう希望することを表明する。（賛成 21; 棄権 3）

グリニッジ子午線を本初子午線に定めた決議2は、22対1（ドミニカ共和国が反対票を投じ、フランスとブラジルが棄権した）で可決された。フランスは1911年までグリニッジ子午線を世界日の起点として採用しなかった。このときもフランスは、「グリニッジ」の名前を使うことさえ拒み、グリニッジ平均時に代えて「9分21秒遅れのパリ平均時」という用語を使用した。最終的にフランスは、1978年にこの語句を「協定世界時」"Coordinated Universal Time" (UTC) で置き換えた。
決議4は、標準時を世界日から明確に除外している。サンドフォード・フレミングを含め、2名の代表が万国による標準時の採用を提案したが、他の代表らが、その提案は当会議の権限を越えているとして異議を唱えたため、いずれの提案も採決が行われることはなかった。こうして、当会議は、一般に信じられていたこととは逆に、いかなるタイムゾーンも採用することはなかった。
決議6に関して、イギリスは既にトラファルガーの海戦中の1805年に、航海日の始まりを正子の12時間前の正午から正子へと移行していた。新たに設立された国際天文学連合の決議により、天文日の始まりも正子の12時間後の正午から正子へと移行する措置が1925年1月1日に実施された。
なお、次の決議案は採択されなかった。
1. 10月13日の決議案「本初子午線は絶対中立の性格を有していなければならないこと。本初子午線は科学と国際通商に可能な限りすべての利点を確保するために排他的に選択されるべきであり、特に、大きな大陸 ―ヨーロッパ及びアメリカ― のいずれをも横切ってはならないこと。以上を決議する。」「反対 21、賛成 3」（賛成票を投じたのは、フランス、ブラジル、ドミニカ共和国）

## 代表者
会議の議事録によると、各国の代表者は次の通り。
| 氏名                         | 称号等                         | 代表される国家           |
| ---------------------------- | ------------------------------ | ------------------------ |
| C. R. P. Rodgers少将         | アメリカ海軍                   | アメリカ合衆国           |
| Lewis Morris Rutherfurd      |                                | アメリカ合衆国           |
| W. F. Allen                  | 鉄道時刻会議幹事               | アメリカ合衆国           |
| W. T. Sampson中佐            | アメリカ海軍                   | アメリカ合衆国           |
| Cleveland Abbe教授           | U.S. Signal Office             | アメリカ合衆国           |
| Sir F. J. O. Evans大佐       | 王立海軍                       | イギリス                 |
| J. C. Adams教授              | ケンブリッジ天文台台長         | イギリス                 |
| Richard Strachey中将         | インド評議会評議員             | イギリス                 |
| Sandford Fleming             | カナダ自治領代表               | イギリス                 |
| Albert de Foresta伯爵        | 公使館一等書記官               | イタリア王国             |
| Antonio Batres               | 特命全権公使                   | エルサルバドル           |
| Ignatz von Schaeffer男爵     | 特命全権公使                   | オーストリア＝ハンガリー |
| Rustem Effendi               | 公使館書記官                   | オスマン帝国             |
| G. de Weckherlin             | 特命全権公使                   | オランダ                 |
| M. Miles Rock                | 国境委員会会長                 | グアテマラ               |
| Juan Francisco Echeverria    | 土木技師                       | コスタリカ               |
| S. R. Franklin代将           | アメリカ海軍天文台台長         | コロンビア               |
| Emil Frey大佐                | 特命全権公使                   | スイス                   |
| Carl Lewenhaupt伯爵          | 特命全権公使                   | スウェーデン             |
| Juan Valera                  | 特命全権公使                   | スペイン                 |
| Emilio Ruiz del Arbol        | 公使館海軍武官                 | スペイン                 |
| Juan Pastorin                | 海軍士官                       | スペイン                 |
| Francisco Vidal Gormaz       | チリ水路部部長                 | チリ                     |
| Alavaro Bianchi Tupper       | 次長                           | チリ                     |
| Carl Steen Andersen de Bille | 弁理公使兼総領事               | デンマーク               |
| H. von Alvensleben男爵       | 特命全権公使                   | ドイツ帝国               |
| Hinckeldeyn                  | 公使館員                       | ドイツ帝国               |
| M. de J. Galvan              | 特命全権公使                   | ドミニカ共和国           |
| 菊池大麓教授                 | 東京大学理学部長               | 日本                     |
| John Stewart大佐             | 総領事                         | パラグアイ               |
| W. D. Alexander              | 測量長官                       | ハワイ王国               |
| Luther Aholo                 | 枢密顧問官                     | ハワイ王国               |
| Luís Cruls博士               | リオデジャネイロ帝国天文台台長 | ブラジル                 |
| A. Lefaivre                  | 全権公使兼総領事               | フランス                 |
| Pierre Janssen               | ムードン天文台台長             | フランス                 |
| A. M. Soteldo博士            | 代理公使                       | ベネズエラ               |
| Angel Anguiano               | メキシコ国立天文台台長         | メキシコ                 |
| Leandro Fernandez            | 土木技師                       | メキシコ                 |
| William Coppinger            | 総領事                         | リベリア                 |
| C. de Struve                 | 特命全権公使                   | ロシア帝国               |
| Stebnitzki少将               | 帝国参謀                       | ロシア帝国               |
| J. de Kologrivoff            | Conseiller d'État actuel       | ロシア帝国               |

## 成果
会議の主要な問題は、公認された議事録の仏語訳の用意のような手続き上の問題を除けば、メートルを中立的尺度として維持しているのと同様の方法で、本初子午線も厳正中立の性格を帯びているべきであるとする、フランスの強い主張であった。この要求は、確立した陸上の天文台での測定に基礎を置く必要性、及びグリニッジの反子午線を用いるというフレミングの提案がイギリスの代表団に支持されていないことと対立するものであった。最後には、大多数の海図との連続性についての実用的な議論が実を結び、フランスの代表団は投票で棄権した。
国際子午線会議は、天文日 (astronomical day) の始まりを正午から正子に変更することにより、ヨーロッパで真昼間に日付が変わるという、測地学会議によって提起された問題を回避したことで、国際日付変更線が現在ある辺りに収まることとなった。
世界時 (universal time) の問題については、会議の準備委員会の一つに対し「私の考えでは、少しでも成功の見込みがあれば試みることができる精一杯のことは、第一に、一地域に限らない目的で使用されるべき本初子午線に基づく1つの第一標準時 (a primary standard time) を設けること、第二に、地方時の計算の基準となる24つの第二標準時 (secondary standard times) を設けることである」としたフレミングの見解が裏付けられた。10分 (2½°) と同等の小さなタイムゾーンを設定することに関する討議があったが、動議は提出されず、その選択を導くだけの経験もほとんどなかった。
ヨーロッパのほとんどの国々は決議から10年以内にグリニッジ標準時に合わせて時計を調整し、スウェーデンと北アメリカも既に同様の調整を済ませており、その後もこの傾向は続いた。フランスは1911年までパリ時間を維持し、その翌年には、それまでに明らかになっていた、異なる天文台の間に生じる差に対処するために、もう一度会議を開催し、第一次世界大戦後の国際報時局の設立へとつながっていった。